# Dirk Eidemüller
Dirk Eidemüller (* 1975 in Darmstadt) ist ein deutscher Kern- und Teilchenphysiker, promovierter Wissenschaftsphilosoph, Wissenschaftsjournalist und Buchautor.

## Leben
Gemeinsam mit Roland Wengenmayr ist er zudem Redakteur des Magazins „Physik in unserer Zeit“. In seinen Publikationen und Vorträgen setzt er sich mit Themen aus den Bereichen Naturwissenschaft, Energie und Klima sowie technologischen Entwicklungen und ihren Auswirkungen auf die Gesellschaft auseinander. Seine Artikel erscheinen in überregionalen Tageszeitungen und populärwissenschaftlichen Magazinen.
Eidemüller studierte Physik und promovierte dann an der Freien Universität Berlin in Wissenschaftsphilosophie. Er ist Autor mehrerer Sachbücher zu naturwissenschaftlichen und philosophischen Themen. Insbesondere zum Komplex Kernenergie, Atommüll und Endlagerung engagiert er sich intensiv, auch mit öffentlichen Vorträgen.

## Veröffentlichungen "Auswahl"
- Dirk Eidemüller: Das Nukleare Zeitalter – Von der Kernspaltung bis zur Entsorgung, S. Hirzel, 2012, ISBN 978-3-7776-2181-4.
- Dirk Eidemüller: Quanten – Evolution – Geist. Eine Abhandlung über Natur, Wissenschaft und Wirklichkeit, Springer, 2017, ISBN 978-3-662-49378-6.
- Dirk Eidemüller: Nuclear Power Explained, Springer, 2021, ISBN 978-3-030-72669-0.
- Bernhard Ludewig, Dirk Eidemüller: Der Nukleare Traum – The Nuclear Dream, DOM publishers, 2022, ISBN 978-3-86922-088-8 Offizielle Serie.

### Vorträge und Podcasts
- Berliner Industriegespräch, 26. April 2023, Vortrag bei der Deutschen Physikalischen Gesellschaft: "Endlagern und vergessen? Die ungelösten Probleme mit dem Atommüll & alternative Entsorgungskonzepte".
- Podcast vom 20. April 2022 von "Die Faszination Radiologie": "Wilhelm Conrad Röntgen" mit Dirk Eidemüller.